# Osnabrücker Renette

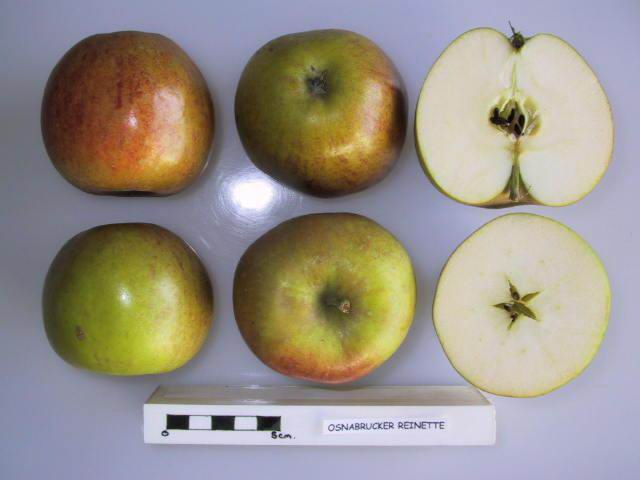
Schnitt durch die Frucht

Die Osnabrücker Renette, auch Graue Osnabrücker Renette, oder Reinette d´Osnabrück, ist eine Apfelsorte, die seit dem Ende des 18. Jahrhunderts bekannt ist, vermutlich aus der Gegend um Osnabrück stammt und heute noch in der Schweiz verbreitet ist. Die Sorte zählt zur Gruppe der Renetten und wurde erstmals 1802 von Johann Ludwig Christ beschrieben.

## Baum
Der Baum wächst in der Jugend kräftig. Er  trägt früh und verlangt warme durchlässige Böden und freie sonnige Lage. Er wird häufig von Obstbaumkrebs befallen und wird spitzendürr.

## Frucht
Die Frucht ist mittelgroß, hochgebaut, stielbauchig. Der Kelch ist an der Basis grün, die Schale ist glatt und rau, trocken. Die Grundfarbe ist grünlich bis gelbgrün, öfters nur in der Kelchgrube oder auf den Rippen sichtbar. Die Deckfarbe ist trübrot marmoriert und rot gestreift (0 % – 80 %). Diese Deckfarbe wird allermeist von einer flächigen Berostung verdeckt. Das Fleisch ist gelblich, von seiner Struktur grob, fest und saftig. Dabei ist dieses kräftig gewürzt, anfänglich mit auffallend spitzer, später angenehm erfrischender Säure. Baumreife Ende Oktober, Genussreife Dezember bis März.